# Landkreis Beuthen

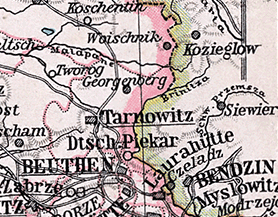
Der Landkreis Beuthen auf einer Karte von 1905

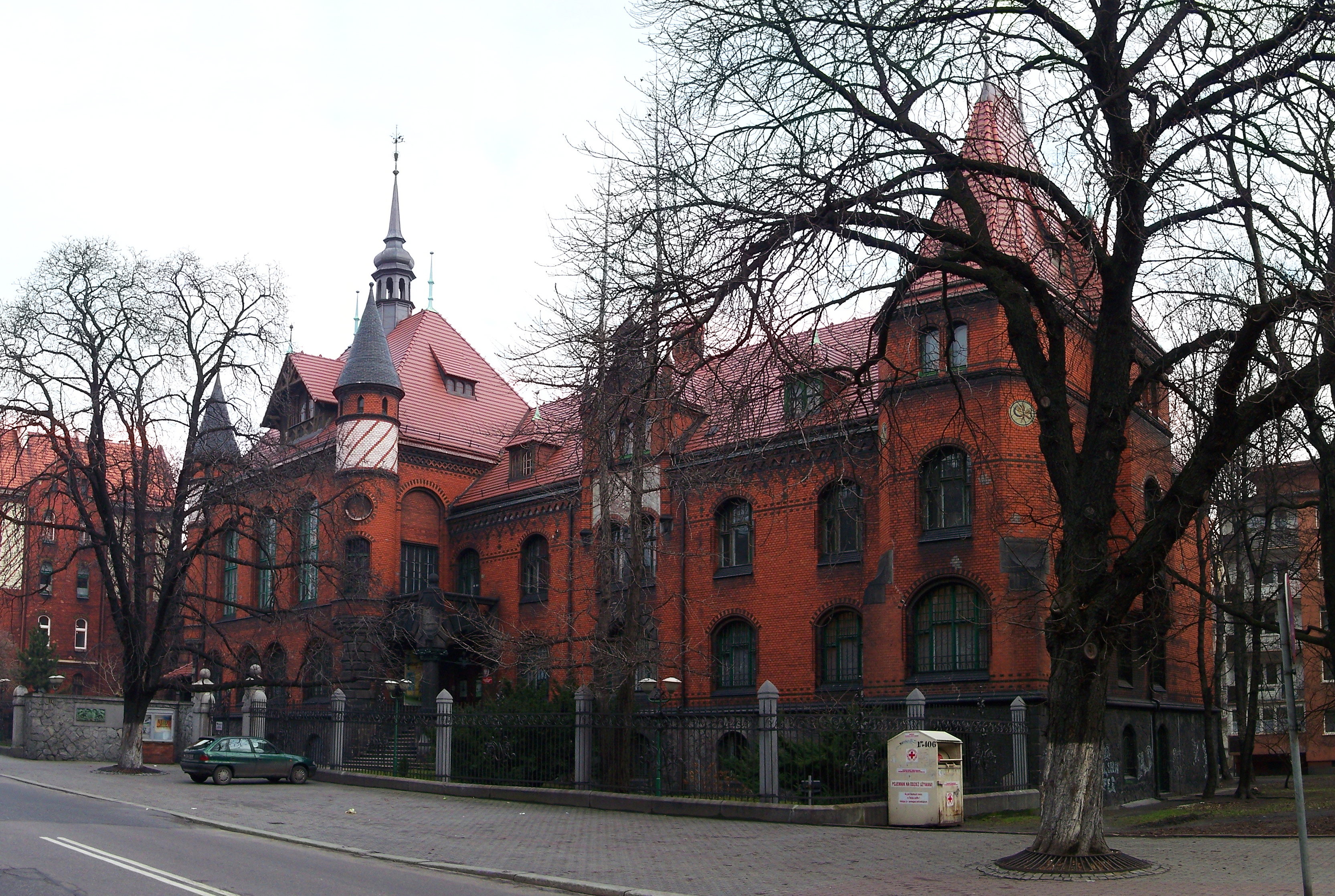
Das Landratsamtsgebäude

Der Landkreis Beuthen (bis 1890 Kreis Beuthen) war von 1743 bis 1926 ein preußischer Landkreis in Oberschlesien. Die namensgebende Stadt Beuthen bildete seit 1890 einen eigenen Stadtkreis. Das Landratsamt des Landkreises befand sich in Roßberg.

## Verwaltungsgeschichte
Nach der Eroberung des größten Teils von Schlesien wurden von König Friedrich II. 1742 in Niederschlesien und 1743 auch in Oberschlesien preußische Verwaltungsstrukturen eingeführt. Dazu gehörte die Einrichtung zweier Kriegs- und Domänenkammern in Breslau und Glogau sowie deren Gliederung in Kreise und die Einsetzung von Landräten. Die Ernennung der Landräte in den oberschlesischen Kreisen erfolgte auf Vorschlag des preußischen Ministers für Schlesien, Ludwig Wilhelm von Münchow, dem Friedrich II. im Februar 1743 zustimmte.
Aus der Standesherrschaft Beuthen, einem der schlesischen Teilfürstentümer, wurde der Kreis Beuthen gebildet. Erster Landrat des Kreises Beuthen wurde Gottlieb Christoph von Rimultowsky und Kornitz. Der Kreis unterstand zunächst der Kriegs- und Domänenkammer Breslau und wurde im Zuge der Stein-Hardenbergischen Reformen dem Regierungsbezirk Oppeln der Provinz Schlesien zugeordnet.
Bei der Kreisreform vom 1. Januar 1818 im Regierungsbezirk Oppeln erhielt der Kreis Beuthen vom Kreis Pleß die Ortschaften Bogutschütz, Brzenskowitz, Kattowitz, Myslowitz, Rosdzin, Schoppinitz und Zalenze sowie vom Kreis Tost den Flecken Broslawitz, die Dörfer Groß Wilkowitz, Grzibowitz, Kempczowitz, Konary, Niedar, Nierada und Wieschowa sowie die Kolonien Georgendorf, Glinitz, Larischhof, Marienau und Philippsdorf.
Seit dem 1. Juli 1867 gehörte der Kreis zum Norddeutschen Bund und seit dem Januar 1871 zum Deutschen Reich. Durch das starke Anwachsen der Bevölkerung im Oberschlesischen Industriegebiet erwies sich der Kreis als zu groß. Deshalb wurden 1873 aus dem Kreis Beuthen die drei neuen Kreise Kattowitz, Tarnowitz und Zabrze herausgelöst.
Am 1. April 1890 schied die Stadt Beuthen aus dem Kreis Beuthen aus und bildete fortan einen eigenen Stadtkreis. Dadurch änderte sich die Bezeichnung Kreis Beuthen in Landkreis Beuthen. Am 1. April 1898 schied auch Königshütte aus dem Landkreis aus und wurde ein eigenständiger Stadtkreis. Zum 8. November 1919 wurde die Provinz Schlesien aufgelöst und aus dem Regierungsbezirk Oppeln die neue Provinz Oberschlesien gebildet.
In der Volksabstimmung in Oberschlesien am 20. März 1921 votierten im Landkreis Beuthen 40,9 % der Wähler für den Verbleib bei Deutschland und 59,1 % für eine Abtretung an Polen. Durch die Beschlüsse der Pariser Botschafterkonferenz wurde der Landkreis geteilt. Der Ostteil des Kreises fiel an Polen, wo aus ihm der Powiat Świętochlowice in der Autonomen Wojewodschaft Schlesien gebildet wurde. Der deutsch gebliebene Restteil des Kreises, zu dem Bobrek, Karf, Miechowitz, Rokittnitz, Roßberg und Schomberg gehörten, bestand zunächst als Landkreis fort, bis er am 1. Januar 1927 aufgelöst und wie folgt aufgeteilt wurde:
- Die Landgemeinde und der Gutsbezirk Roßberg wurden in die kreisfreie Stadt Beuthen eingegliedert.
- Alle übrigen Gemeinden und Gutsbezirke wurden mit dem bei Deutschland gebliebenen Teil des Kreises Tarnowitz zum neuen Landkreis Beuthen-Tarnowitz zusammengeschlossen.

## Einwohnerentwicklung
| Jahr | Einwohner | Quelle |
| ---- | --------- | ------ |
| 1795 | 19.844    | [ 8 ]  |
| 1819 | 28.171    | [ 9 ]  |
| 1846 | 84.353    | [ 10 ] |
| 1871 | 234.895   | [ 11 ] |
|      |           |        |
| 1885 | 131.998   | [ 12 ] |
| 1900 | 137.839   | [ 13 ] |
| 1910 | 195.844   | [ 13 ] |
|      |           |        |
| 1925 | 73.461    | [ 14 ] |

Bei der Volkszählung von 1910 bezeichneten sich 63 % der Einwohner des Landkreises Beuthen als rein polnischsprachig und 30 % als rein deutschsprachig 96 % der Einwohner waren 1910 katholisch und 4 % evangelisch.

## Landräte
- 1743–175900Gottlieb Christoph von Rimultowsky und Kornitz[4]
- 1765–177000Ernst Wentzel von Rosteck und Goldmannsdorf[4]
- 1771–178600Erdmann Gustav Henckel von Donnersmarck[4]
- 1800–184000Carl Joseph Traugott Henckel von Donnersmarck[4]
- 1840–186000Adolph von Tieschowitz[16]
- 1860–187400Hugo Solger (1818–1898)[17]
- 1874–188600Edmund von Wittken
- 1886–188700Elsner von Gronow (kommissarisch)
- 1887–189200Konrad von Sydow (1853–1929)
- 18920000000Wilhelm Wiesand (1860–??)
- 1893–190800Arnold Lenz (1862–??)
- 1908–192200Erwin Trappenberg (1872–??)
- 1922–192600Kurt Urbanek (1884–1973)

## Gemeinden
Im Jahr 1900 gehörten die folgenden Gemeinden zum Landkreis Beuthen:
| - Birkenhain - Bobrek - Brzezowitz - Chropaczow (ab 1909 Schlesiengrube) - Deutsch Piekar - Groß Dombrowka - Kamin - Karf - Lipine - Miechowitz - Mittel Lagiewnik | - Neu Heiduk - Nieder Heiduk - Ober Heiduk - Ober Lagiewnik - Orzegow - Rokittnitz - Roßberg - Scharley - Schomberg - Schwientochlowitz |

Eingemeindungen bis 1914
- Guretzko, am 1. Oktober 1898 zu Roßberg
- Hospitalgrund, 1879 zu Beuthen
- Mittel Lagiewnik und Ober Lagiewnik, am 1. April 1905 zur Landgemeinde Hohenlinde zusammengeschlossen
- Nieder Heiduk und Ober Heiduk, vor 1908 zur Gemeinde Bismarckhütte zusammengeschlossen